# Птрукша
Птрукша (словац. Ptrukša, угор. Szirénfalva) — село, громада в окрузі Михайлівці, Кошицький край, Словаччина. В селі є бібліотека та футбольне поле.

## Населення
| Рік:            | 1994. | 2004.   | 2014.   | 2024.   |
| --------------- | ----- | ------- | ------- | ------- |
| Кількість осіб: | 516   | 519     | 494     | 448     |
| Різниця:        |       | +0,58 % | -4,81 % | -9,31 % |

| Рік:            | 2023. | 2024.   |
| --------------- | ----- | ------- |
| Кількість осіб: | 452   | 448     |
| Різниця:        |       | -0,88 % |